# Episodi di Barnaby Jones (sesta stagione)
La sesta stagione della serie televisiva Barnaby Jones è stata trasmessa in anteprima negli Stati Uniti d'America dalla CBS tra il 15 settembre 1977 e il 2 marzo 1978.
| nº | Titolo originale            | Titolo italiano | Prima TV USA      | Prima TV Italia |
| -- | --------------------------- | --------------- | ----------------- | --------------- |
| 1  | Death Beat                  |                 | 15 settembre 1977 |                 |
| 2  | The Mercenaries             |                 | 22 settembre 1977 |                 |
| 3  | The Wife Beater             |                 | 29 settembre 1977 |                 |
| 4  | Yesterday's Terror          |                 | 13 ottobre 1977   |                 |
| 5  | The Damocles Gun            |                 | 20 ottobre 1977   |                 |
| 6  | Gang War                    |                 | 27 ottobre 1977   |                 |
| 7  | Daughter of Evil            |                 | 3 novembre 1977   |                 |
| 8  | The Captives                |                 | 10 novembre 1977  |                 |
| 9  | The Reincarnation           |                 | 17 novembre 1977  |                 |
| 10 | Shadow of Fear              |                 | 24 novembre 1977  |                 |
| 11 | The Devil's Handmaiden      |                 | 1º dicembre 1977  |                 |
| 12 | Prisoner of Deceit          |                 | 15 dicembre 1977  |                 |
| 13 | Deadly Homecoming           |                 | 22 dicembre 1977  |                 |
| 14 | Child of Danger             |                 | 29 dicembre 1977  |                 |
| 15 | The Scapegoat               |                 | 5 gennaio 1978    |                 |
| 16 | A Ransom in Diamonds        |                 | 12 gennaio 1978   |                 |
| 17 | Prime Target                |                 | 19 gennaio 1978   |                 |
| 18 | Final Judgment (Part 1)     |                 | 26 gennaio 1978   |                 |
| 19 | Final Judgment (Part 2)     |                 | 26 gennaio 1978   |                 |
| 20 | Uninvited Peril             |                 | 2 febbraio 1978   |                 |
| 21 | Terror on a Quiet Afternoon |                 | 9 febbraio 1978   |                 |
| 22 | The Coronado Triangle       |                 | 2 marzo 1978      |                 |